# 团花山矾
团花山矾（学名：Symplocos glomerata）为山矾科山矾属下的一个种。

## 扩展阅读
- 維基物種上的相關：团花山矾